# Der Ruhm meines Vaters

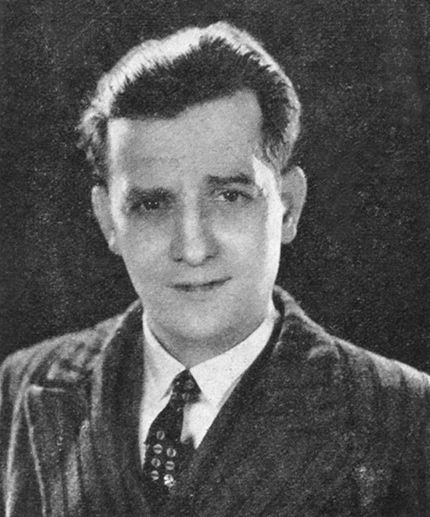
Marcel Pagnol 1931

Der Ruhm meines Vaters ist ein französischer Spielfilm aus dem Jahr 1990. Er ist der erste Teil der Verfilmung des autobiografischen Romans Eine Kindheit in der Provence von Marcel Pagnol. Mit Das Schloss meiner Mutter folgte im selben Jahr der zweite Teil.

## Handlung
Marcel kommt als Kind eines Lehrers und einer Schneiderin auf die Welt. Schon früh nimmt er am Unterricht teil und lernt so nebenbei lesen. Als er 11 Jahre alt ist, mieten seine Eltern und sein Onkel Jules ein Haus in der Provence. Marcel, sein Bruder Paul, seine Schwester, seine Eltern sowie Tante Rose, Onkel Jules und deren Baby verbringen dort die Sommerferien. Marcel lernt Edmond von den Schmetterlingen (Edmond des Papillons) und Lili kennen. Mit Lili verbindet ihn bald eine Freundschaft und durch ihn lernt er intensiv die Umgebung und die Natur kennen. Damit sein in der Jagd unerfahrener Vater nicht von Onkel Jules übertroffen wird, begleitet Marcel heimlich die Jäger. Er scheucht durch Zufall Alpensteinhühner auf und sein Vater trifft zwei davon. Mit dem Ruhm dieser Jagd schmückt sich der Vater und Marcel ist froh, dass er dazu beigetragen hat.

## Kritik
Das Lexikon des internationalen Films beschreibt den Film als „liebevoll inszeniert“. Der „von zartem Humor getragene Film besticht vor allem durch seine wunderschön fotografierten Landschaftsaufnahmen und das sensible und natürliche Spiel der Darsteller“.

## Auszeichnungen
Der Ruhm meines Vaters wurde auf dem Seattle International Film Festival mit der Golden Space Needle als bester Film ausgezeichnet. Die dreifache Nominierung für den französischen César im selben Jahr führte in keiner Kategorie zu einem Preis.